# Heinrich Horch
Heinrich Horch (* 12. Dezember 1652 in Eschwege; † 5. August 1729 in Kirchhain) war ein deutscher separatistischer Mystiker innerhalb des radikalen Pietismus.
1670 begann er mit dem Studium der Theologie in Marburg, das er in Bremen fortsetzte, wo er Schüler von Theodor Undereyck wurde. 1674 zurück in Marburg studierte er auch Medizin und Physik. Als Diaconus war er ab 1683 in Heidelberg an der Heilig-Geist-Kirche tätig. Dort geriet er in den Verdacht Chiliast zu sein. 1685 ging er als Pfarrer und Hofprediger nach Kreuznach. 1686 erwarb Horch in Heidelberg die Doktorwürde und wurde nun als reformierter Pfarrer an der Heilig-Geist-Kirche in Heidelberg und später in Frankfurt am Main (1689) tätig. 1690 wurde er Pfarrer in Herborn und Theologieprofessor an der dortigen Reformierten Hochschule. Beeinflusst und radikalisiert wurde er hier durch den separatistischen Propheten Balthasar Christoph Klopfer, für den er sich 1697 nach dessen Inhaftierung einsetzte. Kurz davor, von Januar bis April 1697, korrespondendierte er mit Leibniz, der ihn einen Verbündeten in seinem Bestreben, die protestantischen Konfessionen näher zusammenzubringen, wähnte.
1698 wurde er seiner Ämter enthoben; er hatte die Hochschulen als Teufelswerk bezeichnet. In Erwartung des Tausendjährigen Reiches organisierte er philadelphische Gemeinden in Hessen; in Marburg konnte er die Familie Sayn-Wittgenstein-Berleburg für sich gewinnen. Manche Forscher (Breuer, Hochhuth) meinen, dass er Eva von Buttlar beeinflusste. Er war vorübergehend auch in Berleburg und stand in Kontakt mit anderen Separatisten wie Samuel König und Johann Henrich Reitz. In Offenbach verschaffte ihm Konrad Bröske Zuflucht.
1700, inhaftiert in Herborn, war er einige Monate geisteskrank. Nach seiner Genesung erklärte er seine Rückkehr in die reformierte Kirche. Er setzte sich aber weiter für eine Reform der „verderbten“ Kirche ein, verstand die Bibel mystisch und erwartete das Millennium, wovon auch die 1712 gemeinsam mit Ludwig Christof Schefer herausgegebene „Marburger Bibel“ zeugt, in der besonders das Hohelied und die Apokalypse mystisch ausgelegt wurden.

## Werke
- Schriftmässige Untersuchung der Sendschreiben an die sieben Gemeinden in Asien, Herborn, 1693
- Anfangs-Gründe einer Vernunfft- und Schrifft-übenden Zahl- und Buchstab-Rechen-Kunst, deren diese sonst Algebra heisset, Leipzig, 1695
- Das A und O oder Zeitrechnung der ganzen H. Schrifft, Leipzig, 1697
- Mystische und prophetische Bibel sampt Erklärung der Sinnbilder u. Weissagungen, Marburg, 1712
- Filadelfische Versuchungs-Stunde, in Ansehung des so genannten Ewigen Evangeliums, Marburg, 1715
- Prophetischer Uhr-Zeiger Des Muhammedischen Reiches Jn seinem Anfang, Fort- und Untergang, Nach der Zahl des Anti-Christischen Thieres gestellet, Marburg, 1717